# Naquichevão (cidade)
A Cidade de Naquichevão (Azeri: Naxçıvan şəhər; também,  Nachitschewan, Nakhchyvan, Nakhicevan, Nakhichevan’, e Nakhjavan), é a capital da República Autônoma de Naquichevão do Azerbaijão, localizada a 450 km ao oeste de Bacu. A Municipalidade de Naquichevão consiste na cidade de Naquichevão e nos cidadelas de Başbaşı, Qarağalıq, e Daşduz. Estende-se sobre as faldas da cadeia de Zanguezur, na margem direita do rio Naquichevão a uma altura de quase 1000 metros.

## História
Trata-se de um antigo centro comercial e alguns historiadores consideram que foi fundada no século XVI AC. Segundo uma lenda, a cidade foi fundada por Noé, e uma interpretação do significado do nome da cidade é "o lugar da primeira descendência" ("Nakh-ijevan" em armênio) uma referência à ascendência da Arca de Noé. Este significado foi escrito pelo historiador armênio do século V Moisés de Corene. Os gregos e romanos chamaram-na Naxuana. Em persa, a região chama-se "Nagsh-e-Jahan" ou "imagem do mundo", uma referência à beleza da cidade. Já no século II, é mencionada por Ptolomeu como uma cidade próspera.
Naquichevão foi uma das principais cidades do Reino armênio sob as dinastias artaxíada, arsácida e bagrátida desde o século II a.C. até o século XI d.C. Invasões sucessivas provocaram saques, destruição e (em alguns casos) houve de se reconstruir a cidade. Foi a capital dos Emirados Atabek Eldegiz no século XII e a do Canato de Naquichevão no século XVIII.
No início do século XX, Naquichevão é a capital de um distrito do governo de Erevã. Sua população era de aproximadamente de 8000 habitantes; três quartos eram tártaros e um quarto eram armênios. Os tártaros, em comparação aos armênios em sua grande maioria pobres, eram donos de quase todas as terras.
Hoje Naquichevão tem mais de 60.000 habitantes. Tem algumas indústrias, centradas na elaboração de vidros, móveis, têxteis e tapetes, alumínio, processamento de uva e tabaco. Atualmente o governo está buscando inversões para desenvolver o turismo e a produção de petróleo. Socialmente, esta capital regional é bastante sofisticada, com sua própria universidade e uma importante comunidade científica e artística. Possui o Palácio da Cultura, na Avenida Azadlyg, os teatros musicais e o teatro de marionetes na rua Nizami. A cidade tem uma grande quantidade de visitantes de homens de negócios do Irã, Turquia e Rússia (estes países tem consulados na cidade), dando lugar a uma oferta razoável dos hotéis.

## Transporte
A cidade de Naquichevão é servida pelo Aeroporto de Naquichevão e tem em teoria, ligações rodoviárias e ferroviárias, no entanto na região do Alto Carabaque tornou-se mais difícil o acesso que contribui para um maior isolamento. A melhor maneira de chegar a Naquichevão é voar desde Bacu ou de Ganja. Também  pode voar diretamente a Moscou com as companhias aéreas Samara. Chega-se desde Bacu, não há controle de passaporte e pode-se simplesmente sair do terminal.
Vários ônibus saem em um dia para Eder e Erzurum e no leste da Turquia, o que permite uma fácil conexão com o resto da Turquia. Há serviço de trem a Ordubad e Xarur. Dentro da cidade há ônibus e bôndes, e numerosos táxis.